# Embeth Davidtz
Embeth Jean Davidtz  (Lafayette, Indiana, 11 de agosto de 1965) es una actriz estadounidense. Es más conocida por interpretar a la profesora Jennifer Honey en la película de los años 1990 Matilda.

## Biografía
Nació en Indiana, es hija de Jean y John Davidtz; este último, ingeniero químico de la Universidad de Purdue, se trasladó muy joven a Sudáfrica, país de origen del padre. Su padre es descendiente de neerlandeses e ingleses y su madre, descendiente de franceses. Se graduó de la Glen High School en Pretoria, en 1983, y más tarde siguió sus estudios de teatro en la Rhodes University, en Grahamstown. Está casada y tiene dos hijos con Jason Sloane.
Comenzó a actuar en una compañía de teatro, en la obra Romeo y Julieta. Sus trabajos teatrales le hicieron ganar dos veces el equivalente sudafricano al premio Tony. Antes de regresar a Estados Unidos, intervino en una película de alto contenido político, A Private Life (1989) y en Night of the Nineteenth, por la que estuvo nominada a un Oscar de la Academia Sudafricana. En 1991, se trasladó a Los Ángeles, donde trabajó en numerosas producciones de televisión. Participó en 1992 en la película El ejército de las tinieblas, y en 1993 se dio a conocer, para el gran público, gracias a su conmovedora interpretación como Helen Hirsch,  trabajadora doméstica judía, en La lista de Schindler, dirigida por Steven Spielberg. En 1996 interpretó a la señorita Jennifer Honey en Matilda, dirigida por Danny DeVito.
Posteriormente intervino en Simon Magus (1999), de Ben Hopkins, y en The Gingerbread Man (1998), de Robert Altman. También participó, junto a Robin Williams y Sam Neill, en El hombre bicentenario (1999) basada en el relato homónimo de Isaac Asimov.
En la adaptación cinematográfica de la novela homónima de Jane Austen, Mansfield Park (1999), interpretó a Mary Crawford, una mujer que lo tiene todo menos el amor de la persona a quien ama.
En The Hole (2001), dio vida a una psiquiatra que debe resolver el caso de una joven, Thora Birch, que escapa malherida del sótano de un colegio en el que han quedado atrapados sus tres compañeros.
Ese mismo año, su papel en El diario de Bridget Jones le permitió cambiar de registro.
En 2016 participa en la cuarta temporada de la serie de TV Ray Donovan.

## Filmografía
| Año  | Película                                  | Papel                                        |
| ---- | ----------------------------------------- | -------------------------------------------- |
| 1989 | Mutator                                   | Jennifer                                     |
| 1990 | Sweet Murder                              | Laurie Shannon                               |
| 1992 | Nag van die 19de                          | Tessa                                        |
| 1992 | El ejército de las tinieblas              | Sheila                                       |
| 1993 | La lista de Schindler                     | Helen Hirsch                                 |
| 1995 | Homicidio en primer grado                 | Mary McCasslin                               |
| 1995 | Feast of July                             | Bella Ford                                   |
| 1996 | Matilda                                   | Jennifer Honey                               |
| 1998 | Fallen                                    | Gretta Milano                                |
| 1998 | The Gingerbread Man                       | Mallory Doss                                 |
| 1999 | Simon Magus                               | Leah                                         |
| 1999 | Mansfield Park                            | Mary Crawford                                |
| 1999 | El hombre bicentenario                    | "Little Miss" Amanda Martin / Portia Charney |
| 2001 | El diario de Bridget Jones                | Natasha                                      |
| 2001 | The Hole                                  | Doctora Philippa Horwood                     |
| 2001 | 13 fantasmas                              | Kalina Oretzia                               |
| 2002 | The Emperor's Club                        | Elizabeth                                    |
| 2005 | Junebug                                   | Madeleine Johnsten                           |
| 2007 | Fracture                                  | Jennifer Crawford                            |
| 2009 | Fragments                                 | Joan Laraby                                  |
| 2010 | 3 Backyards                               | The Actress                                  |
| 2011 | The Girl with the Dragon Tattoo           | Annika Giannini                              |
| 2012 | The Amazing Spider-Man                    | Mary Fitzpatrick Parker                      |
| 2013 | Paranoia                                  | Dra. Judith Bolton                           |
| 2013 | Europa Report                             | Dra. Unger                                   |
| 2014 | The Amazing Spider-Man 2: Rise of Electro | Mary Fitzpatrick Parker                      |
| 2021 | Old                                       | Maddox Cappa                                 |
| 2023 | Retribution                               | Heather Turner                               |

### Televisión
| Año       | Programa                     | Papel                                        | Notas                                                                             |
| --------- | ---------------------------- | -------------------------------------------- | --------------------------------------------------------------------------------- |
| 1989      | Screen Two                   | Older Karen                                  | Episodio: "A Private Life"                                                        |
| 1992      | Till Death Us Do Part        | Katherine Palliko                            | Telefilme                                                                         |
| 1992      | Deadly Matrimony             | Dianne Masters                               | Telefilme                                                                         |
| 1997      | Garden of Redemption         | Adriana                                      | Telefilme                                                                         |
| 1998      | Last Rites                   | Doctora Lauren Riggs                         | Telefilme                                                                         |
| 2001      | Citizen Baines               | Ellen Baines Croland                         | 7 episodios                                                                       |
| 2002      | Shackleton                   | Rosalind Chetwynd                            | Telefilme                                                                         |
| 2004      | Scrubs                       | Maddie                                       | Episodio: "My Tormented Mentor"                                                   |
| 2006-2018 | Grey's Anatomy               | Nancy Shepherd (No aparece en los créditos.) | Episodios: Let the Angels Commit (temporada 3) y The good Shepherd (temporada 15) |
| 2008      | In Treatment                 | Amy                                          | 8 episodios                                                                       |
| 2009      | Californication              | Felicia Koons                                | 10 episodios                                                                      |
| 2013      | Miracle Rising: South Africa | Ella misma                                   | Documental                                                                        |
| 2019      | The Morning Show             | Paige Kessler                                | 2 episodios                                                                       |
| 2021      | Love, Victor                 | Sra Campbell                                 | 1 episodio                                                                        |